# The Claudia Quintet
The Claudia Quintet ist ein US-amerikanisches Jazzensemble, das von dem Schlagzeuger und Komponisten John Hollenbeck geleitet wird.

## Bandgeschichte
The Claudia Quintet wurde 1997 von John Hollenbeck gegründet; angeblich ging es aus dem Trio The Refuseniks hervor. Hollenbeck bezeichnet seine Musik als „eclectic post-jazz“, der „Minimal, Avantgarde-Rock, feurige Improvisation und messerscharf ausgeschriebene Komposition“ mischt, mit Bezügen zu zeitgenössischer Klassik, Serialismus und Gamelan-Musik eine Erweiterung des Cool Jazz der 1950er Jahre; „sonic tapestries that stretch the boundaries of chamber jazz.“
Der Billboard bezeichnete das zweite Album des Ensembles, I, Claudia, als eines der besten des Jahres 2004, „a sumptuous, postmodern chamber jazz“. Bei den Aufnahmen für ihr drittes Album Semi-Formal (dt. halbförmlich, 2005) erweiterte das Quintett sein Instrumentarium u. a. um Keyboards, Pedal-Steel-Gitarre, Baritonhorn und den Casio SK-1.
Aus Anlass des hundertsten Geburtstag des amerikanischen Dichters Kenneth Patchen erhielten sie einen Kompositionsauftrag der University of Rochester, der in das Album What Is the Beautiful? mündete, auf dem Patchens Gedichte mit Musik verbunden werden, mit Theo Bleckmann und Kurt Elling als Gastvokalisten.

## Diskographische Hinweise
- John Hollenbeck / The Claudia Quintet (Composers Recordings, 2001)
- I, Claudia (Cuneiform, 2004)
- Semi-Formal (Cuneiform, 2005)
- For (Cuneiform, 2007)
- The Claudia Quintet + Gary Versace – Royal Toast (2010)
- The Claudia Quintet +1 – What Is the Beautiful? (Cuneiform, 2011), mit Matt Mitchell
- September (2013), mit Chris Speed, Matt Moran, Drew Gress, Red Wierenga, Chris Tordini
- John Hollenbeck / Claudia Quintet: Super Petite (Cuneiform, 2016)
- The Claudia Quintet with special guest Eileen Myles: Evidence-based (2021)